# Єсь
Єсь — річка південно-східних відніг Абаканського хребта, розділяючись на безліч проток, впадає у Таштип, Тею й Абакан (основна протока). Утворена притоками Мала Єсь і Велика Єсь.
Довжина 48 км, площа водозбору 658 км². Протікає територією Аскизького району Хакасії.
На берегах кілька поселень, у тому числі с. Полтаков, центральна садиба колишнього Єсінського радгоспу, аал Сафронов.
Стік Єсі практично повністю використовується для зрошування господарською іригаційною системою. Під час посухи стік Єсі різко скорочується.